# Charles-Hippolyte de Paravey
Charles-Hippolyte de Paravey, né le 25 septembre 1787 à Fumay (Ardennes) et mort à Saint-Germain-en-Laye le 7 mai 1871, est un ingénieur français.

## Biographie
Fils de George de Paravey, ingénieur au corps royal des ponts et chaussées, et de Charlotte Mathis, il est né à Fumay le 25 septembre 1787. Il fit ses études à l'École centrale de Charleville, puis passa à l’École polytechnique en novembre 1803, puis, en novembre 1806, à l'École nationale des ponts et chaussées, dont il devint aspirant à la fin de 1809. 
Il remplit diverses missions dans ce qui est alors l'Empire français, à Mons, à Bruxelles, à Gand, à Arles. Il fut attaché en qualité de lieutenant provisoire du génie militaire à la place de L’Écluse, ensuite à celle d'Ostende en 1813 et 1814, puis replacé dans son corps des ponts et chaussées à Clermont-en-Auvergne et ensuite au canal de Saint-Quentin.
Il est nommé sous-inspecteur de l'École polytechnique en 1816 et il en remplit les fonctions jusqu'en octobre 1822, époque où cet établissement fut militarisé ; il fut alors replacé dans le corps de Ponts et Chaussées. Au mois de décembre suivant il reçut la décoration de la Légion d'honneur. Il prit sa retraite en 1840 à Saint-Germain-en-Laye.

### Son œuvre
Il n'est pas passé à la postérité, à défaut de célébrité, par son œuvre d'ingénieur, mais par ses travaux ethnologiques. Il apparaît que « Paravey tient une place importante dans l'histoire des idées traditionnelles au XIXe siècle ».  
Il est l'un des fondateurs de la Société asiatique.
Et, dès 1821, il développe un système de pensée sur l'histoire des civilisations, à partir d'études relatives à la mesure du temps, à la cosmologie, à la linguistique et aux mythologies de diverses civilisations ; études qu'il publie, en particulier dans les Annales de philosophie chrétienne, ou qu'il présente à l'Académie des sciences.
Il fréquente les milieux catholiques, ce qui fait dire à Jean-Claude Drouin qu'il « est certainement un « fondamentaliste » convaincu et un partisan acharné de la tradition biblique. »
Dans toute son œuvre, de 1821, mais surtout de la parution de l'Essai sur l'origine unique …, en 1826, jusqu'à sa mort, il cherche à démontrer qu'un « centre unique de civilisation » qui aurait existé avant et après le Déluge, et que par conséquent, il n'existe qu'une source unique pour tous les hommes qui ont peuplé la terre.

## Publications
- Rapport de M. le chevalier Delambre, sur les mémoires relatifs à l'origine commune des sphères de tous les anciens peuples et à l'époque voisine du commencement de notre ère que retracent les zodiaques découverts en Égypte, spécialement ceux de Dendera, mémoires lus et présentés à l'Académie, avec Jean-Baptiste Joseph Delambre, Paris : A. Belin, 1821
- Nouvelles considérations sur le planisphère de Dendéra, où, nonobstant les calculs de M. Biot, et en employant aussi le système de projection indiqué par M. Delambre, on démontre que ce monument n'offre autre chose que la sphère d'Hipparque, telle qu elle est figurée sur le globe farnèse, Paris : Treuttel & Wurtz, 1822, in-8°, 31 p.
- Essai sur l'origine unique et hiéroglyphique des chiffres et des lettres de tous les peuples, Paris : Treuttel et Wurtz, 1826 .
- Aperçu des mémoires encore manuscrits, sur l'origine de la sphère et sur l'âge de zodiaques, Paris, 1821, réimprimé & annoté en 1835
- Des découvertes récentes sur l'origine asiatique des peuples de Bogota, dans Le Correspondant, n°46, du mardi 19 janvier 1830
- Essai sur quelques zodiaques apportés des Indes, dans les Annales de philosophie chrétienne, 1835
- Illustrations de l'astronomie hiéroglyphique et des planisphères et zodiaques retrouvés en Égypte, en Chaldée, dans l'Inde et au Japon, ou, Réfutation des mémoires astronomiques de Dupuis, de Volney, de Fourier et de M. Biot, Paris : Treuttel & Wurtz, et Bachelier, 1835
- Mémoire sur l'origine Japonaise, Arabe et Basque de la civilisation des peuples du plateau de Bogota, Paris : Dondey-Dupré & Théophile Barrois, 1835 (tiré-à-part du n°56 des Annales de philosophie chrétienne)  —
- Dissertation abrégée sur le nom antique et hiéroglyphique de la Judée, ou Traditions conservées en Chine, sus l'ancien pays de Tsin, pays qui fut celui des céréales et de la croix, Paris : Treuttel et Wurtz, 1836 (tiré-à-part du numéro 70 des Annales de philosophie chrétienne) .
- Documens hiéroglyphiques, emportés d'Assyrie, et conservés en Chine et en Amérique, sur le déluge de Noé, les dix générations avant le déluge, l'existence d'un premier homme, et celle du péché original: dogmes qui sont la base du christianisme, mais qui sont niés en ce jour, Paris : Treuttel et Wurtz, 1838 (tiré-à-part des Annales de philosophie chrétienne) .
- Lettres du Chevalier de Paravey au Président de l'Académie des sciences : deux lettres sur les caractères de l'écriture chinoise qui désignent le cheval et les conclusions qu'on peut en tirer, et sur la vraisemblance de l'existence d'instruments d'optique chez les anciens, Paris, 18 octobre 1837 & 2 février 1838, Lille : impr. de L. Lefort, 1838 .
- Dissertation sur les Ting-Ling dont parlent les livres chinois, ou sur la véritable nation à laquelle on donnait le nom de centaures dans l'antiquité, Paris : Treuttel & Wurtz et Mazé, 1839
- Note abrégée relative aux obos ou tumulus du Bosphore cimmérien analogues aux stoupas de l'Inde occidentale, dans le Journal asiatique,1840, n°16
- Dissertation sur les Amazones, dont le souvenir est conservé en Chine, ou comparaison de que nous apprennent les monumens indiens et les livres chinois, sur les Niu-Mou-Yo, avec les documens que nous ont laissés les Grecs, Paris : Treuttel et Wurtz , 1840 (tiré-à-part du n° 1, III° série des Annales de philosophie chrétienne), in-8°, 22p.
- L'Amérique sous le nom de pays de Fou-Sang, Paris : Treuttel & Wurtz, 1844 (tiré-à-part des Annales de philosophie chrétienne)  —
- Traditions primitives : De quelques faits bibliques retrouvés dans les hiéroglyphes chinois, et réfutation de quelques assertions de M. Renan, Roanne, imprimerie Ferlay, 1863 .
- De la création de l'homme, comme androgyne, et de la formation de la femme, avec lithographie, in-8° à 2 col., 8 p., Roanne ; Paris : Maisonneuve et Cie, 1865 (tiré à part de La France littéraire artistique et scientifique de Lyon, 1864) ; paru dans les Annales de philosophie chrétienne, n° 12, décembre 1871, pp. 405-427  avec un complément d'Augustin Bonnetty.
- Du cycle des douze animaux correspondants au cycles des douze heures et au cycle des douze années, dans La France Littéraire, 1864.
- Recherches sur les noms primitifs de Dieu, avec des notes d'Adrien Pélalan fils, B. Duprat, in-8°, 14 pages (tiré-à-part des Annales de la philosophie chrétienne).
- Dissertation sur les Centaures et les Amazones, Roanne : impr. de Ferlay, 1866, in-8°, 38 p.